# 大項擬鮗
大項擬鮗，為鱸形目鱸亞目擬雀鯛科的其中一種，分布於西太平洋印尼海域，深度30-113公尺，體長可達2.6公分，為熱帶海水魚，棲息在礁沙混合區，生活習性不明。

## 擴展閱讀
維基物種上的相關：大項擬鮗